# Scincidae
Famille
Les Scincidae sont une famille de lézards que l'on appelle scinques.
C'est la plus vaste famille au sein des Sauria, et la seconde plus vaste au sein des Squamata, après celle des Colubridae. Ces lézards constituent à eux seuls plus de 25 % de la diversité mondiale de lézards. Son ampleur et le dynamisme des recherches sur ce groupe sont telles que les approximations concernant sa richesse en espèces ont considérablement augmenté au cours des dernières décennies, allant de 747 espèces réparties en 73 genres selon Greer (1970), 1 250 espèces réparties en 125 genres selon Savage (2002), 1 300 espèces réparties en 85 genres selon Bauer, 1992, et plus de 1 700 espèces décrites reconnues en 2021. La monophylie des scinques est aujourd’hui reconnue tant sur un plan morphologique que moléculaire,.

## Taxinomie
En 1952, Mittleman classe les différentes espèces de Scincidae en quatre sous-familles :
- Acontinae
- Mabuyinae
- Lygosominae
- Scincinae

Il s’appuie sur quelques caractères ostéologiques, mais ses regroupements sont avant tout basés sur la ressemblance. En 1970, Greer propose une classification des Scincidae qui fera presque unanimement office de référence jusqu'à très récemment en reconnaissant l’existence de quatre sous-familles.
- Acontinae, lignée fouisseuse apode d’Afrique, reconnue monophylétique par Whiting et al. (2003).
- Feylininae, lignée fouisseuse et apode comme la précédente, mais par convergence évolutive. Les récents travaux de Whiting et al. (2003)  semblent suggérer que cette lignée, par ailleurs limitée à l’Afrique tropicale, serait incluse dans le sous-clade des Scincinae à répartition sub-saharienne.
- Lygosominae Mittleman, 1952 (incluant la sous-famille des Mabuyinae de Mittleman 1952). La monophylie de cette sous-famille a été successivement récemment confirmée par les analyses phylogénétiques moléculaires de Honda et al. (2000), puis réfutée par celles de Whiting et al. (2003), ces dernières étant bien plus complètes du point de vue de l’échantillonnage. Les Lygosominae représentent la plus large sous-famille de Scincidae, avec près de 900 espèces réparties en 82 genres (Hutchins et al. 2003), avec une très grande diversification dans la zone indo-pacifique.
- Scincinae Gray, 1825, considérée comme la sous-famille la plus primitive et sans doute ancestrale selon Greer, dont il sous-entend la paraphylie. Les travaux de Whiting et al. viennent de confirmer récemment cette hypothèse, les Scincinae tout comme les Lygosominae étant en fait composés de différentes lignées intercalées les unes avec les autres. Les Scincinae sont présents en Amérique, en Asie mais leur centre de diversité est localisé sur le continent africain.

Notons toutefois que de récents travaux en systématique phylogénétique basés sur des données moléculaires ne reconnaissent pas la monophylie de trois de ces quatre sous familles (Whiting et al., 2003). Mais Whiting et al. n’ont pas proposé de classification alternative tant la structuration phylogénétique de cette famille semble complexe.

## Liste des genres
Selon The Reptile Database (30 décembre 2015) :
- sous-famille Acontinae Gray, 1845

- genre Acontias Cuvier, 1817
- genre Typhlosaurus Wiegmann, 1834

- sous-famille Egerniinae Welch, 1982

- genre Bellatorias Wells & Wellington, 1984
- genre Corucia Gray, 1855
- genre Cyclodomorphus Fitzinger, 1843
- genre Egernia Gray, 1838
- genre Liopholis Fitzinger, 1843
- genre Lissolepis Peters, 1872
- genre Tiliqua Gray, 1825
- genre Tribolonotus Duméril & Bibron, 1839

- sous-famille Eugongylinae Welch, 1982

- genre Ablepharus Lichtenstein, 1823
- genre Afroablepharus Greer, 1974
- genre Anepischetosia Wells & Wellington, 1985
- genre Bassiana Hutchinson, Donnellan, Baverstock, Krieg, Simms & Burgin, 1990
- genre Caesoris Sadlier, Bauer, Shea & Smith, 2015
- genre Caledoniscincus Sadlier, 1987
- genre Carlia Gray, 1845
- genre Celatiscincus Sadlier, Smith & Bauer, 2006
- genre Cophoscincopus Mertens, 1934
- genre Cryptoblepharus Wiegmann, 1834
- genre Emoia Gray, 1845
- genre Epibator Sadlier, Bauer, Shea & Smith, 2015
- genre Eroticoscincus Wells & Wellington, 1984
- genre Eugongylus Fitzinger, 1843
- genre Geomyersia Greer & Parker, 1968
- genre Geoscincus Sadlier, 1987
- genre Graciliscincus Sadlier, 1987
- genre Harrisoniascincus Wells & Wellington, 1985
- genre Kanakysaurus Sadlier, Bauer, Smith & Whitaker, 2004
- genre Lacertaspis Perret, 1975
- genre Lacertoides Sadlier, Shea & Bauer, 1997
- genre Lampropholis Fitzinger, 1843
- genre Leiolopisma Duméril & Bibron, 1839
- genre Leptosiaphos Schmidt, 1943
- genre Liburnascincus Wells & Wellington, 1984
- genre Lioscincus Bocage, 1873
- genre Lobulia Greer, 1974
- genre Lygisaurus De Vis, 1884
- genre Marmorosphax Sadlier, 1987
- genre Menetia Gray, 1845
- genre Morethia Gray, 1845
- genre Nannoscincus Günther, 1872
- genre Niveoscincus Hutchinson, Donnellan, Baverstock, Krieg, Simms & Burgin, 1990
- genre Oligosoma Girard, 1857
- genre Panaspis Cope, 1868
- genre Phaeoscincus Sadlier, Smith & Bauer, 2014
- genre Phasmasaurus Sadlier, Bauer, Shea & Smith, 2015
- genre Phoboscincus Greer, 1974
- genre Proablepharus Fuhn, 1969
- genre Pseudemoia Fuhn, 1967
- genre Pygmaeascincus Couper & Hoskin, 2014
- genre Saproscincus Wells & Wellington, 1983
- genre Sigaloseps Sadlier, 1987
- genre Simiscincus Sadlier & Bauer, 1997
- genre Tachygyia Mittleman, 1952
- genre Techmarscincus Wells & Wellington, 1985
- genre Tropidoscincus Bocage, 1873

- sous-famille Lygosominae Mittleman, 1952

- genre Haackgreerius Lanza, 1983
- genre Lamprolepis Fitzinger, 1843
- genre Lepidothyris Cope, 1892
- genre Lygosoma Hardwicke & Gray, 1827
- genre Mochlus Günther, 1864

- sous-famille Mabuyinae Mittleman, 1952

- genre Alinea Hedges & Conn, 2012
- genre Aspronema Hedges & Conn, 2012
- genre Brasiliscincus Hedges & Conn, 2012
- genre Capitellum Hedges & Conn, 2012
- genre Chioninia Gray, 1845
- genre Copeoglossum Tschudi, 1845
- genre Dasia Gray, 1839
- genre Eumecia Bocage, 1870
- genre Eutropis Fitzinger, 1843
- genre Exila Hedges & Conn, 2012
- genre Mabuya Fitzinger, 1826
- genre Manciola Hedges & Conn, 2012
- genre Maracaiba Hedges & Conn, 2012
- genre Marisora Hedges & Conn, 2012
- genre Notomabuya Hedges & Conn, 2012
- genre Orosaura Hedges & Conn, 2012
- genre Panopa Hedges & Conn, 2012
- genre Psychosaura Hedges & Conn, 2012
- genre Spondylurus Fitzinger, 1826
- genre Trachylepis Fitzinger, 1843
- genre Varzea Hedges & Conn, 2012
- genre Vietnascincus Darevsky & Orlov, 1994

- sous-famille Scincinae Gray, 1825

- genre Amphiglossus Duméril & Bibron, 1839
- genre Ateuchosaurus Gray, 1845
- genre Barkudia Annandale, 1917
- genre Brachymeles Duméril & Bibron, 1839
- genre Chabanaudia de Witte & Laurent, 1943
- genre Chalcides Laurenti, 1768
- genre Chalcidoseps Boulenger, 1887
- genre Eumeces Wiegmann, 1834
- genre Eurylepis Blyth, 1854
- genre Feylinia Gray, 1845
- genre Gongylomorphus Fitzinger, 1843
- genre Grandidierina Mocquard, 1894
- genre Hakaria Steindachner, 1899
- genre Janetaescincus Greer, 1970
- genre Jarujinia Chan-Ard, Makchai & Cota, 2011
- genre Madascincus Brygoo, 1982
- genre Melanoseps Boulenger, 1887
- genre Mesoscincus Griffith, Ngo & Murphy, 2000
- genre Nessia Gray, 1839
- genre Ophiomorus Duméril & Bibron, 1839
- genre Pamelaescincus Greer, 1970
- genre Paracontias Mocquard, 1894
- genre Plestiodon Duméril & Bibron, 1839
- genre Proscelotes de Witte & Laurent, 1943
- genre Pseudoacontias Bocage, 1889
- genre Pygomeles Grandidier, 1867
- genre Scelotes Fitzinger, 1826
- genre Scincopus Peters, 1864
- genre Scincus Laurenti, 1768
- genre Scolecoseps Loveridge, 1920
- genre Sepsina Bocage, 1866
- genre Sepsophis Beddome, 1870
- genre Typhlacontias Bocage, 1873
- genre Voeltzkowia Boettger, 1893

- sous-famille Sphenomorphinae Welch, 1982

- genre Anomalopus Duméril & Duméril, 1851
- genre Asymblepharus Eremchenko & Shcherbak, 1980
- genre Calyptotis De Vis, 1886
- genre Coeranoscincus Greer & Cogger, 1985
- genre Coggeria Couper, Covacevich, Marsterson & Shea, 1996
- genre Concinnia Wells & Wellington, 1984
- genre Ctenotus Storr, 1964
- genre Eremiascincus Greer, 1979
- genre Eulamprus Fitzinger, 1843
- genre Fojia Greer & Simon, 1982
- genre Glaphyromorphus Wells & Wellington, 1984
- genre Hemiergis Wagler, 1830
- genre Insulasaurus Taylor, 1925
- genre Isopachys Lönnberg, 1916
- genre Kaestlea Eremchenko & Das, 2004
- genre Lankascincus Greer, 1991
- genre Larutia Böhme, 1981
- genre Leptoseps Greer, 1997
- genre Lerista Bell, 1833
- genre Lipinia Gray, 1845
- genre Nangura Covacevich, Couper & James, 1993
- genre Notoscincus Fuhn, 1969
- genre Ophioscincus Peters, 1874
- genre Otosaurus Gray, 1845
- genre Papuascincus Allison & Greer, 1986
- genre Parvoscincus Ferner, Brown & Greer, 1997
- genre Pinoyscincus Linkem, Diesmos & Brown, 2011
- genre Prasinohaema Greer, 1974
- genre Ristella Gray, 1839
- genre Saiphos Gray, 1839
- genre Scincella Mittleman, 1950
- genre Silvascincus Skinner, Hutchinson & Lee, 2013
- genre Sphenomorphus Fitzinger, 1843
- genre Tropidophorus Duméril & Bibron, 1839
- genre Tumbunascincus Skinner, Hutchinson & Lee, 2013
- genre Tytthoscincus Linkem, Diesmos & Brown, 2011

## Étymologie
Le nom de cette famille, Scincidae, vient du grec σκίγκος / skíngos, une sorte de lézard, transposé par les Romains en scincus (qui a donné le genre Scincus et le nom vernaculaire « Scinque »).

## Publications originales
- Gray, 1825 : A synopsis of the genera of reptiles and Amphibia, with a description of some new species. Annals of Philosophy, London, ser. 2, vol. 10, p. 193–217 (texte intégral).
- Griffith, Ngo & Murphy, 2000 : A cladistic evaluation of the cosmopolitan genus Eumeces Wiegmann (Reptilia, Squamata, Scincidae). Russian Journal of Herpetology, vol. 7, no 1, p. 1-16 (texte intégral).
- Mittleman, 1952 : A generic synopsis of the lizards of the subfamily Lygosominae. Smithsonian Miscellaneous Collections, vol. 117, no 17, p. 1–35 (texte intégral).